# ダイハツ・ZM型エンジン
ダイハツ・ZM型エンジンは、ダイハツ工業が生産していた軽自動車用エンジンの一つである。

## 概要
1966年にフェロー向けのエンジンとして初登場した軽自動車用360ccエンジンであり、後にはハイゼットにも搭載された。
基本仕様は2サイクル水冷直列2気筒ピストンリードバルブ、内径62.0mm×行程59.0mm、総排気量356ccであり、元々は1960年にハイゼット用エンジンとして新開発されていた空冷2サイクル直列2気筒のダイハツ・ZL型エンジンをベースに水冷化したものである。潤滑系統は、MP5型ミゼットのZD型2サイクル空冷単気筒エンジンで実績のあった「オイルマチック」分離給油方式をZL型に引き続き採用、2ストロークオイルはオイルポンプによってエンジン各部に個別供給される。燃料供給装置はキャブレターで、ツインキャブレターの高性能エンジンもフェローマックス向けにラインナップされていた。
ZM型はダイハツが軽自動車向けに開発した最後の2ストローク機関であり、1973年の昭和48年排出ガス規制施行以降、年々強化されていく自動車排出ガス規制によって他社が2ストローク機関の使用を諦めていく中で、スズキのLJ50型エンジンと共に昭和50年排出ガス規制をクリアした。しかし、昭和50年暫定規制の施行に先立つ1976年1月には軽規格が550ccに拡大し、ダイハツも後継エンジンである4サイクル550ccのダイハツ・AB型エンジンを市場投入。軽乗用車のフェローマックスでは1976年一杯はZM型も併売されていたものの、翌1977年のマックスクオーレではAB型に完全移行した。ただし、排ガス規制の緩い軽商用車のハイゼットでは、550cc規格を運転出来ない軽限定免許ユーザーに配慮して1981年8月までZM型エンジン搭載車を継続販売していた。
ZM型は日本国内に於いては生産が停止されて久しいエンジンであるが、東南アジアにはミゼットの車体と共に多くのZM型エンジンが輸出され、タイやラオスでは三輪タクシーのトゥクトゥクのエンジンとして引き続き生産されている。

## 系譜
- ZL型（1960-1966年）→ZM型（1966-1981年）

## バリエーション・搭載車種

### ZM
- 1966年-1981年
- シングルキャブレター
- 最高出力 23PS/5,000rpm
- 最大トルク 3.5kg-m/4,000rpm
- 圧縮比 9.0:1

L37D型フェロー
S36/37型ハイゼット
S38型ハイゼット(24 PS (18 kW)、排ガス規制対応)

### ZM6
- 1970年-?
- シングルキャブレター
- 最高出力 26PS/5,500rpm
- 最大トルク 3.5kg-m/4,500rpm
- 圧縮比 9.0:1

L37型ハイゼットピックアップ
L37PB型フェローバギィ

### ZM5
- 1970年-1972年
- ツインキャブレター
- 最高出力 40PS/7,200rpm
- 最大トルク 4.1kg-m/6,500rpm
- 圧縮比 11.0:1

L38型フェローマックスSS

### ZM4
- 1970年-1972年
- シングルキャブレター
- 最高出力33PS/6500rpm
- 最大トルク3.7kg-m/5500rpm

L38型フェローマックスパーソナル、スタンダード、デラックス、カスタム、ハイカスタム 

### ZM9
- 1971年-1972年
- ツインキャブレター(71年7月-72年3月)[11]
- シングルキャブレター(72年3月-72年10月)
- 最高出力 40PS/7,200rpm
- 最大トルク 4.1kg-m/6,500rpm
- 圧縮比 11.0:1

L38型フェローマックスハードトップGXL、SL

### ZM8
- 1971年-1972年
- シングルキャブレター
- 最高出力 33PS/6,500rpm
- 最大トルク 3.7kg-m/5,500rpm
- 圧縮比 10.0:1

L38型フェローマックスハードトップGL、TL

### ZM13
- 1972年-1975年
- シングルキャブレター[11]
- 最高出力37PS/6500rpm
- 最大トルク4.1kg-m/6000rpm(排ガス規制対応)
- 圧縮比9.0:1

L38型フェローマックスSS、S、ハードトップGSL、SL 

### ZM12
- 1972年-1976年
- シングルキャブレター
- 最高出力31PS/6000rpm
- 最大トルク3.7kg-m/5000rpm(排ガス規制対応)
- 圧縮比9.0:1

L38型フェローマックス、ハードトップGHL、GL、TL、L 

## リンク
- ダイハツ・エンジン一覧